# 欧比松
欧比松（法語：Aubusson，法語：[obysɔ̃] ⓘ），法国中部城市，新阿基坦大区克勒兹省的一个市镇，同时也是该省的一个副省会，下辖欧比松区，其市镇面积为19.2平方公里，2022年1月1日时人口数量为3,036人，是该省人口第三多的市镇，在法国城市中排名第3,268位。
欧比松位于克勒兹省东南部，中央高原西北侧，市区位于克勒兹河两岸，四周被丘陵环绕。欧比松是克勒兹省唯一的副省会城市，也是一个区域性的工商业中心，因同名地毯而闻名，被称为“法国地毯之都”。

## 地名来源

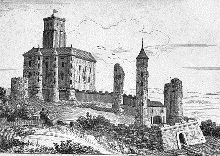
中世纪末的欧比松

"欧比松"一名来源于拉丁语，最初出现于公元10世纪，其具体来源和含义尚有待考证。

## 历史
欧比松在高卢时期为莱莫维斯人的活动范围，罗马人入侵后，当地出现了一处重要的军营。公元9世纪，当地的欧比松家族获得了子爵爵位，隶属于马尔什。中世纪末，欧比松因地毯生产而闻名，当地出现了多家手工作坊，让-巴蒂斯特·柯尔贝尔主持在此创办了皇家地毯厂。《枫丹白露敕令》颁布后，当地的一批新教徒手工艺术家逃离了法兰西王国。工业革命以后，欧比松出现了机械化的地毯生产。除地毯外，欧比松也因当地的泥瓦匠而闻名，后者参与了法国多项大型工程建设。自19世纪末，欧比松所在的克勒兹省大量农业人口外流，而欧比松市区人口数量也在一个世纪内减少了超过一半。

## 地理

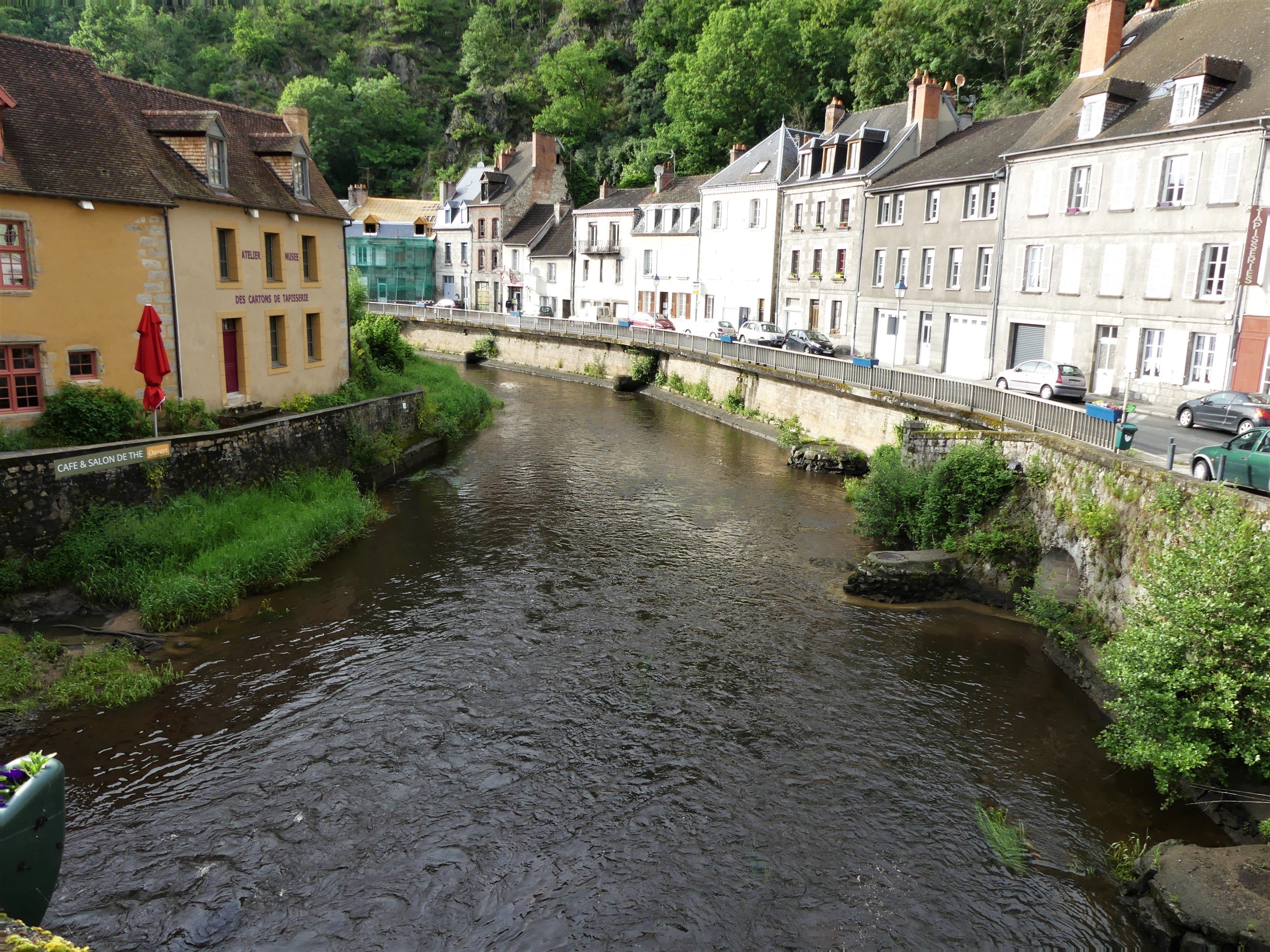
克勒兹河欧比松段

欧比松位于法国中部偏南，新阿基坦大区东北部和克勒兹省东南部，距离省会盖雷大约43公里。与欧比松接壤的市镇包括：阿莱拉、布莱萨克、穆捷罗泽耶、圣阿尔皮尼安、圣阿芒、圣迈克桑、圣马克阿弗龙日耶、新圣帕尔杜、圣康坦拉沙巴讷。

### 地形
欧比松位于法国中央高原西北部，境内以丘陵为主，全境海拔在416到608米之间。

### 水文
克勒兹河自东南向西北流经境内，该河属于卢瓦尔河水系。

### 植被
欧比松属于温带落叶林区，市区内的主要林地分布于河流两岸及山坡上。

### 气候
欧比松在柯本气候分类法中属于温带海洋性气候。
欧比松境内设有气象站，以下为该气象站的数据（其中日照数据取自利摩日）：
| 欧比松1981年－2019年 | 欧比松1981年－2019年 | 欧比松1981年－2019年 | 欧比松1981年－2019年 | 欧比松1981年－2019年 | 欧比松1981年－2019年 | 欧比松1981年－2019年 | 欧比松1981年－2019年 | 欧比松1981年－2019年 | 欧比松1981年－2019年 | 欧比松1981年－2019年 | 欧比松1981年－2019年 | 欧比松1981年－2019年 | 欧比松1981年－2019年 |
| 月份                 | 1月                  | 2月                  | 3月                  | 4月                  | 5月                  | 6月                  | 7月                  | 8月                  | 9月                  | 10月                 | 11月                 | 12月                 | 全年                 |
| -------------------- | -------------------- | -------------------- | -------------------- | -------------------- | -------------------- | -------------------- | -------------------- | -------------------- | -------------------- | -------------------- | -------------------- | -------------------- | -------------------- |
| 历史最高温 °C（°F）  | 20.4 (68.7)          | 23.5 (74.3)          | 25.6 (78.1)          | 28.6 (83.5)          | 32.3 (90.1)          | 36.6 (97.9)          | 38.3 (100.9)         | 39.7 (103.5)         | 32.8 (91.0)          | 29.7 (85.5)          | 26.4 (79.5)          | 19.7 (67.5)          | 39.7 (103.5)         |
| 平均高温 °C（°F）    | 7.4 (45.3)           | 8.5 (47.3)           | 12 (54)              | 14.4 (57.9)          | 18.9 (66.0)          | 22.4 (72.3)          | 24.5 (76.1)          | 24.7 (76.5)          | 20.5 (68.9)          | 16.4 (61.5)          | 10.6 (51.1)          | 7.3 (45.1)           | 15.6 (60.1)          |
| 日均气温 °C（°F）    | 2.9 (37.2)           | 3.4 (38.1)           | 6.1 (43.0)           | 8.3 (46.9)           | 12.4 (54.3)          | 15.7 (60.3)          | 17.6 (63.7)          | 17.5 (63.5)          | 13.7 (56.7)          | 10.8 (51.4)          | 5.9 (42.6)           | 3.1 (37.6)           | 9.8 (49.6)           |
| 平均低温 °C（°F）    | −1.6 (29.1)          | −1.6 (29.1)          | 0.2 (32.4)           | 2.1 (35.8)           | 5.9 (42.6)           | 9.1 (48.4)           | 10.7 (51.3)          | 10.4 (50.7)          | 7 (45)               | 5.1 (41.2)           | 1.3 (34.3)           | −1 (30)              | 4 (39)               |
| 历史最低温 °C（°F）  | −16.1 (3.0)          | −20.5 (−4.9)         | −21 (−6)             | −7.8 (18.0)          | −2.8 (27.0)          | −0.8 (30.6)          | 2 (36)               | −0.1 (31.8)          | −3 (27)              | −9.6 (14.7)          | −14 (7)              | −16 (3)              | −21 (−6)             |
| 平均降水量 mm（）    | 73.3 (2.89)          | 65.2 (2.57)          | 67 (2.6)             | 90.8 (3.57)          | 92.1 (3.63)          | 92.5 (3.64)          | 83.2 (3.28)          | 83.4 (3.28)          | 84 (3.3)             | 76.7 (3.02)          | 86.1 (3.39)          | 79.1 (3.11)          | 973.4 (38.32)        |
| 月均日照時數         | 86                   | 104                  | 156.8                | 167.7                | 204.9                | 227.4                | 238.2                | 231                  | 191.5                | 133.3                | 81.4                 | 77.6                 | 1,899.8              |
| 来源：infoclimat.fr  |                      |                      |                      |                      |                      |                      |                      |                      |                      |                      |                      |                      |                      |

## 行政区划
欧比松是法国新阿基坦大区克勒兹省的一个市镇，编号为23008，它也是克勒兹省的一个副省会。欧比松下辖欧比松区，管理欧比松县，同时也是欧比松城市圈公共社区的办公驻地。
法国国家统计与经济研究所（简称）在进行数据统计时，将欧比松单独设为一个城市核心区（Unité urbaine），并将包括核心区在内的周边共9个市镇划为欧比松城市区。同时，还将欧比松市镇分为了2个“块区”（IRIS），以便于统计人口分布情况。

## 交通

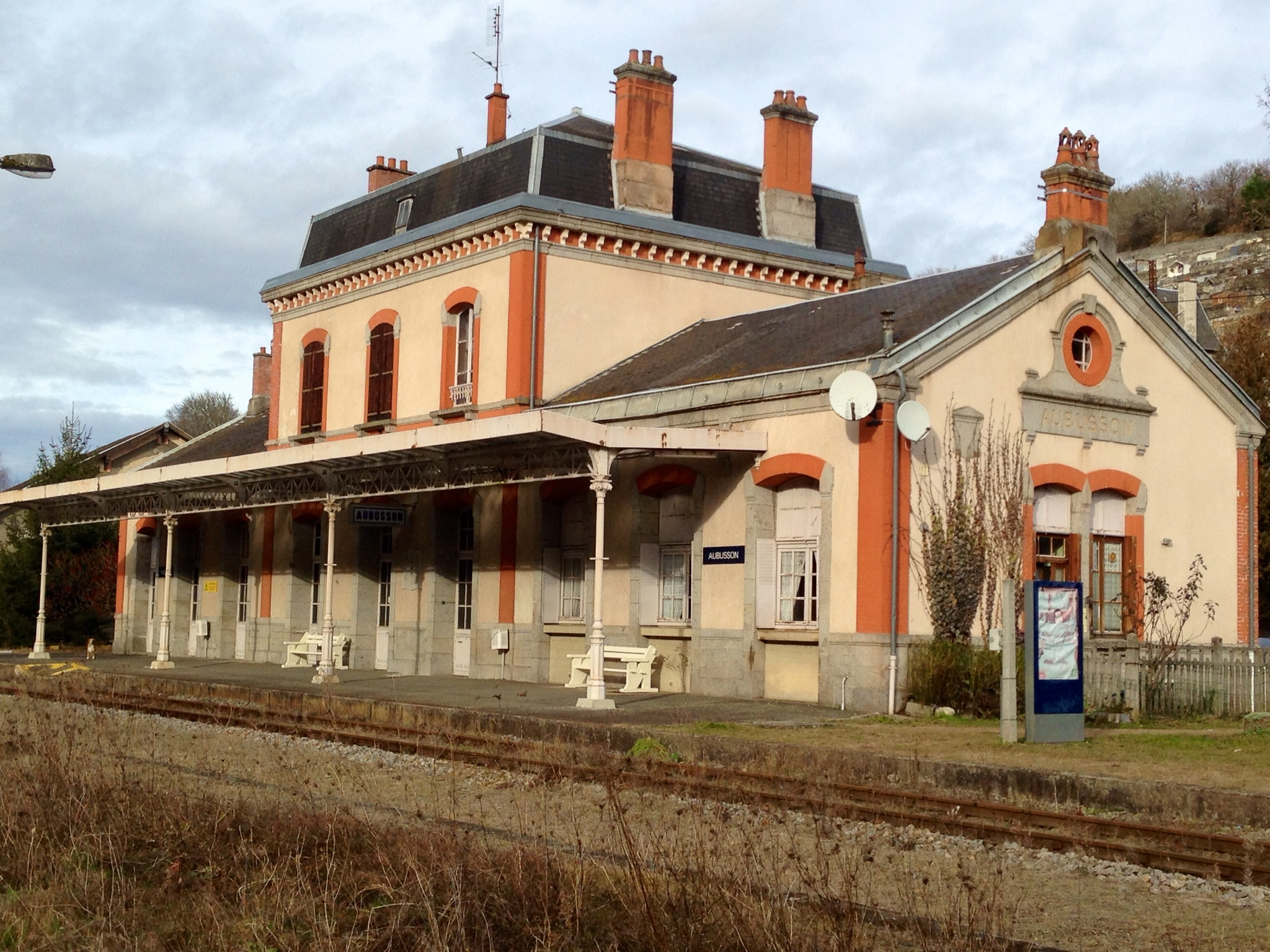
欧比松火车站

### 公路
多条克勒兹省省道在欧比松境内交汇，新阿基坦大区下属的城际客运提供巴士线路，可前往拉苏泰赖讷、盖雷、蒙吕松、利摩日、克莱蒙费朗、于塞勒等地。
2017年，50.5%的欧比松家庭拥有至少一辆的私人汽车。2018年，欧比松境内共发生各类交通事故2起，造成1人遇难，1人受伤。

### 铁路
欧比松位于克勒兹河畔比索－于塞勒铁路上。欧比松站位于市区西北部，停靠往返于盖雷和费勒坦一线的区域列车，工作日每天往返一至两班。

### 航空
距离欧比松最近的民用航空站为利摩日机场，距离欧比松市中心的公路里程约97公里。

### 城市公共交通
欧比松暂无城市公共交通系统。

## 政治

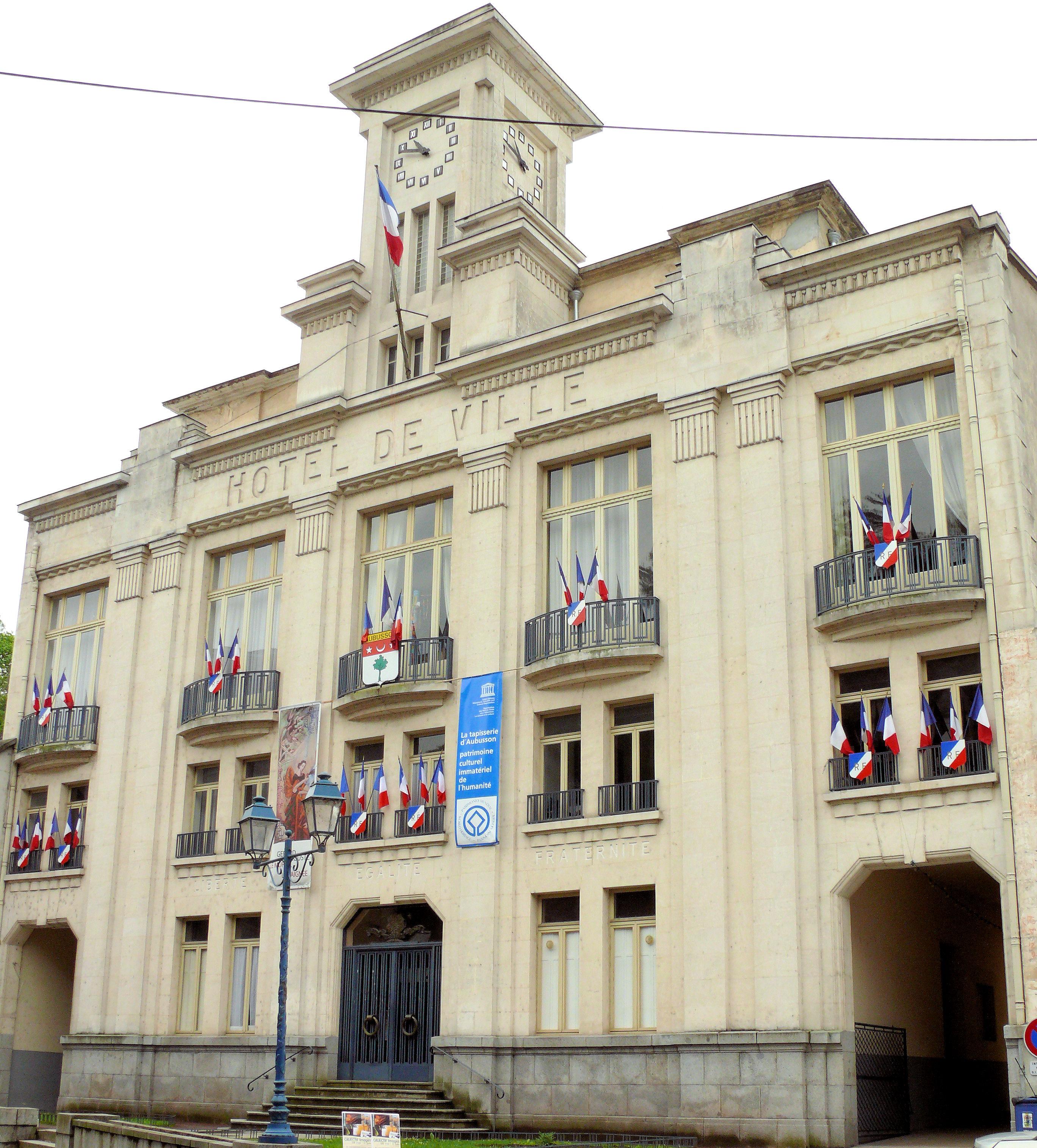
欧比松市政厅

欧比松的现任市长为米歇尔·穆瓦纳先生，他是一名左翼无党派人士，在2020年的市政选举中获得了41.33%的支持率。
在2017年的法国总统大选中，法国第25任总统埃马纽埃尔·马克龙在欧比松获得了69.84%的支持率。
| 欧比松历届市长 |                  |                                |
| 任期           | 市长             | 党派                           |
| 1945年－1953年 | 让-安托万·博弗雷 | 不详                           |
| 1953年－1955年 | 奥古斯特·尚博内  | RAD激进党                      |
| 1955年－1965年 | 勒内·拉尚布尔    | 不详                           |
| 1965年－1973年 | 保罗·波利        | SFIO工人国际法国支部 →PS社会党 |
| 1973年－1980年 | 维克多·帕科莫夫  | PS社会党                       |
| 1980年－1989年 | 罗贝尔·珀蒂      | PRG左派激進黨                  |
| 1989年－1995年 | 蒂耶里·拉特拉德  | RPR保衛共和聯盟                |
| 1995年－2001年 | 皮埃尔-亨利·博斯 | RPR保衛共和聯盟                |
| 2001年－       | 米歇尔·穆瓦纳    | PS社会党 →DVG左翼无党派人士    |

## 人口
2017年，欧比松市镇人口数量为3,366，在法国排名第3,268位。其中男性1,499人，女性1,867人，75岁及以上人口占16.2%，外籍人口数量为965人，人口密度为175人/平方公里，当地居民被称为（男性）或（女性）。2018年，欧比松境内出生19人，死亡人口81人。
| 年份   | 1936  | 1946  | 1954  | 1962  | 1968  | 1975  | 1982  | 1990  | 1999  | 2006  | 2011  | 2016  | 2017  |
| ------ | ----- | ----- | ----- | ----- | ----- | ----- | ----- | ----- | ----- | ----- | ----- | ----- | ----- |
| 人口數 | 5,830 | 5,512 | 5,595 | 5,669 | 5,934 | 6,227 | 5,710 | 5,097 | 4,662 | 4,239 | 3,716 | 3,400 | 3,366 |

## 经济
欧比松是一个区域性的中心城市，当地共有各类用人单位671家，其中99.25%为中小型企业（PME），平均历史为18年，行政、医疗及社会服务是当地的主要就业岗位类型。

## 财政收入
2018年，欧比松的财政收入总额为4,588,060欧元，财政支出总额为3,608,170欧元，当年的债务总额为8,370,130欧元。
2014年，欧比松的人均收入总额为2,252欧元，其中高职人员为3,474欧元，普通职员为1,687欧元。
2017年，欧比松境内的青壮年（15至64岁）失业率为19.9%，当地30%的家庭拥有纳税资格。

## 社会事务

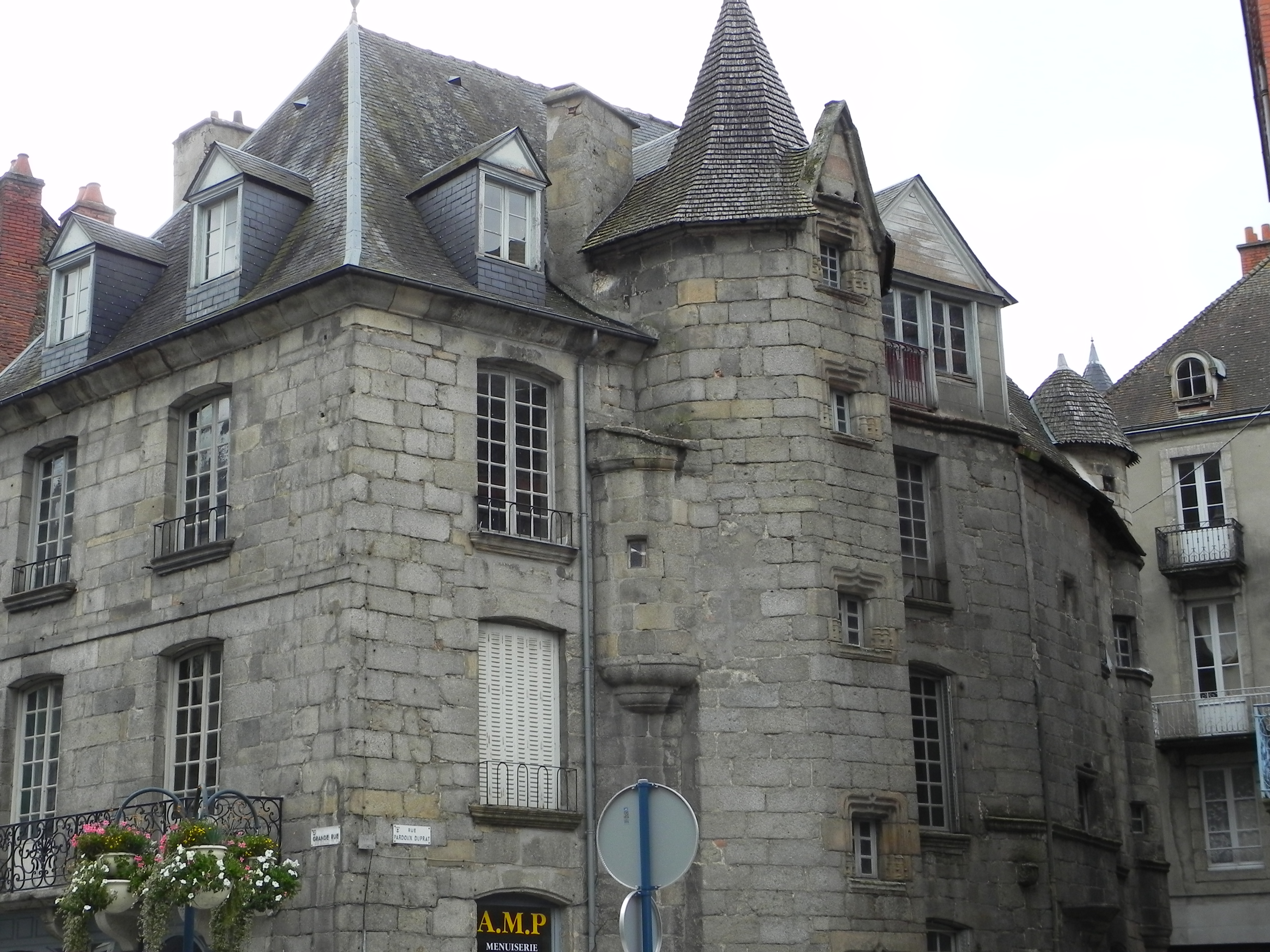
欧比松的一处民居

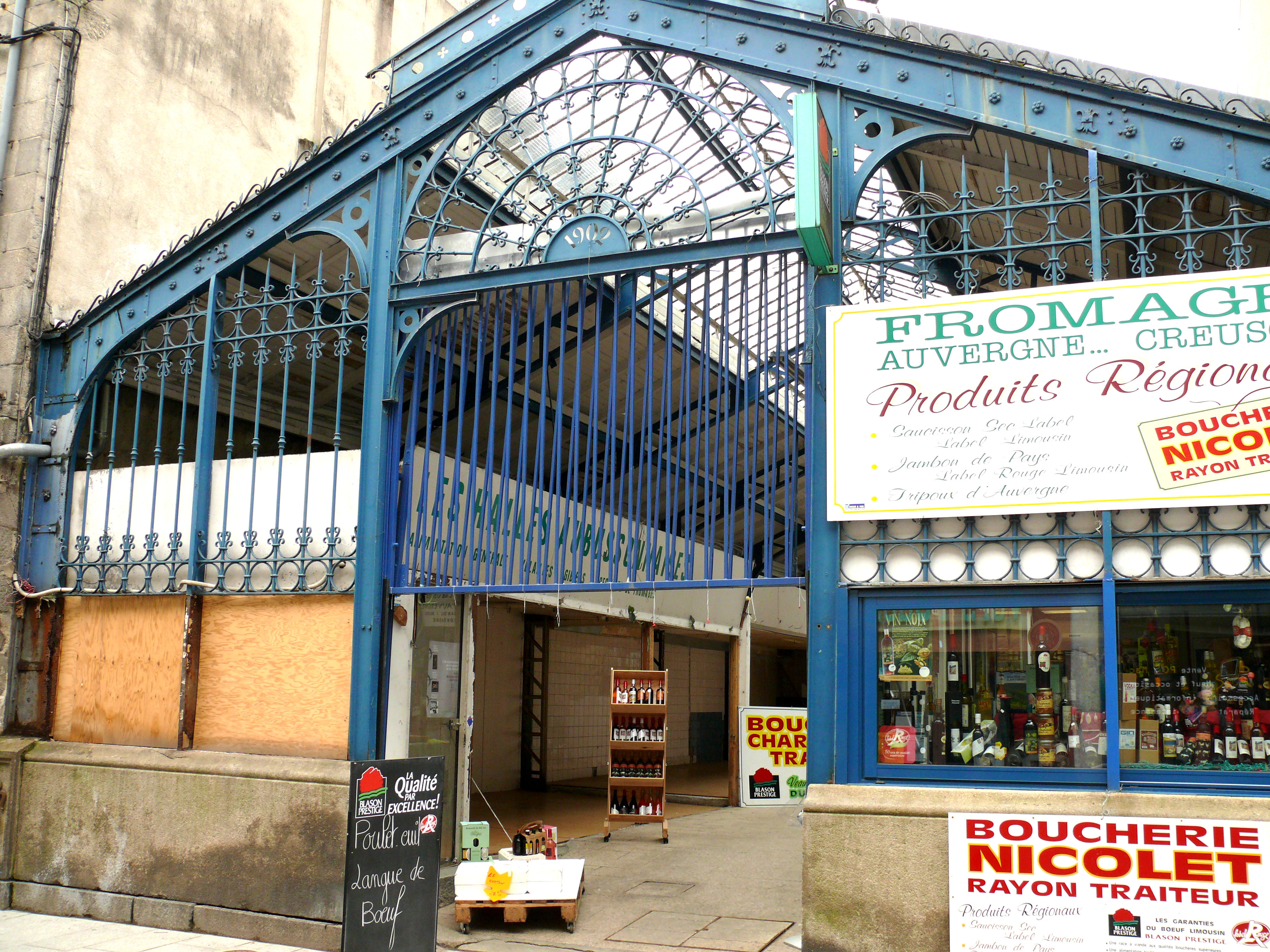
欧比松集市

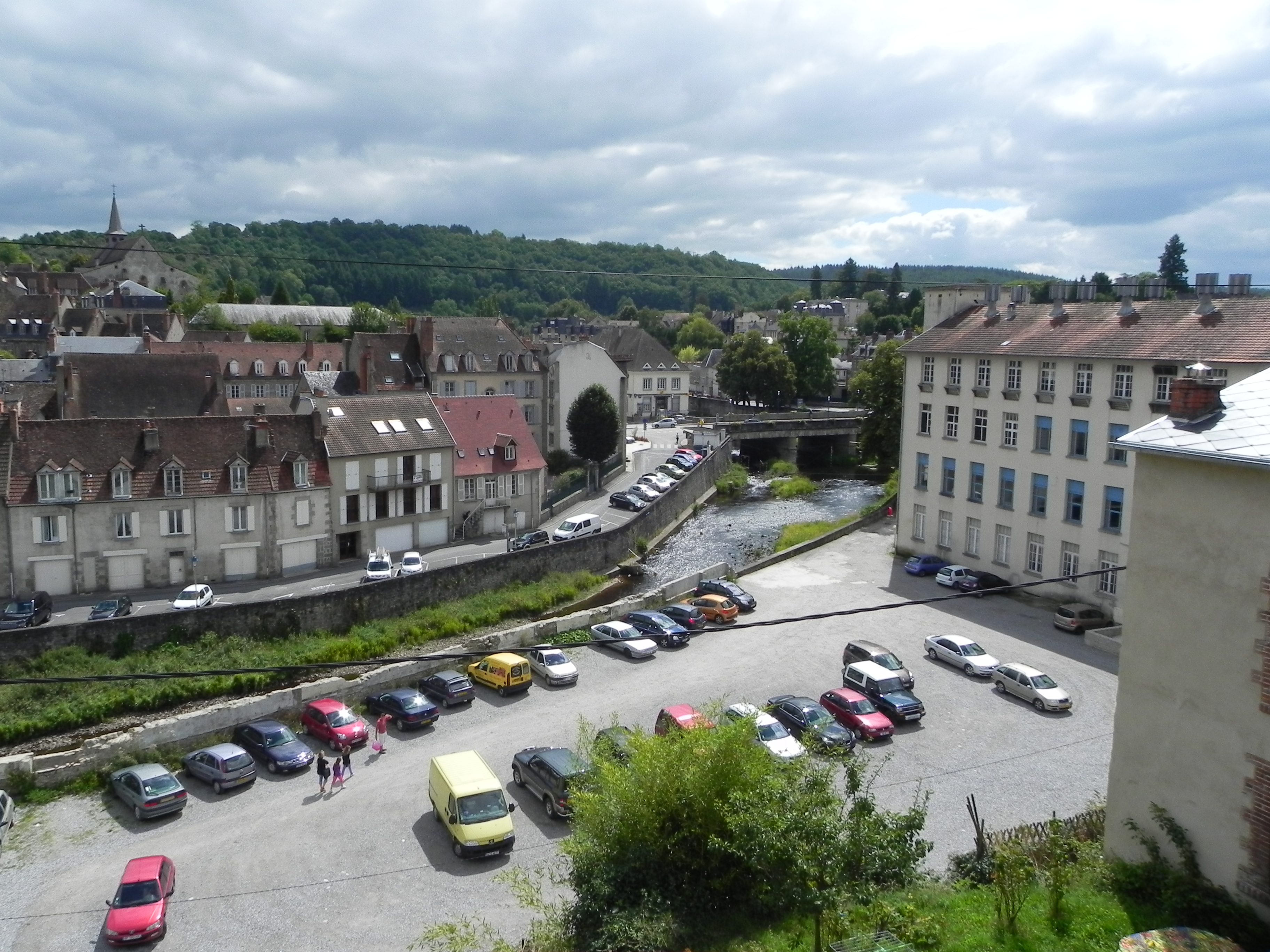
克勒兹河畔的停车场

### 教育
欧比松属于利摩日学区。截止2019年1月1日，欧比松境内共有1所幼儿园、2所小学、1所初级中学、1所普通高中和1所职业高中。2018至2019学年度，欧比松境内共有在校中等教育阶段学生676名。

### 医疗
截止2019年1月1日，欧比松境内共有全科医生6名、保健师4名、牙医5名、护士14名、眼科医生1名、助产士1名和妇科医生1名。境内共有药房4家、养老院2家、残疾人帮扶中心1家。
欧比松中心医院（Centre Hospitalier d'Aubusson）是法国的一个区域性医疗机构，其下设三处敬老院（EHPAD）、一个长期康复中心和一些辅助设施；距离欧比松最近的综合性医院位于盖雷，后者设有床位266个。

### 住房
2017年，欧比松境内共有各类住房2,725套，其中48.7%为独立式居民区，主要分布于市区南部；50.9%为集中式居民区，主要分布于市区东北部。常住房屋占欧比松市镇范围内居民建筑总量的67.9%。

### 商业
2018年，欧比松境内共有各类商铺310家，其中餐饮服务类130家。市区东部建有大型开放式商业街区。

### 体育
2019年，欧比松境内共有2间体育馆、1座综合体育场、4处网球场、2处足球或橄榄球场以及1处篮球或排球场。
欧比松前进足球俱乐部（Entente du Football Aubussonnais）是当地的一支足球队，2020至2021赛季参加新阿基坦大区足球联赛；此外当地还有欧比松体育联盟（AS Aubusson），2020至2021赛季参加克勒兹省的省级联赛。

### 环境
欧比松的环境事务由其所属的公共社区负责。2018年，欧比松境内共有1家污染企业。

### 治安
2014年，欧比松及附近地区共发生各类案件916起，其中盗窃类案件512起，经济类案件157起，毒品交易类案件51起。

## 文化
2019年，欧比松境内共有1家剧场、1家电影院和1家博物馆。欧比松市政府提供多媒体中心，向公众全年开放。

### 建筑
欧比松境内有多处法国国家文物保护单位，其中大教堂、欧比松城堡遗址等为当地的代表性建筑物。

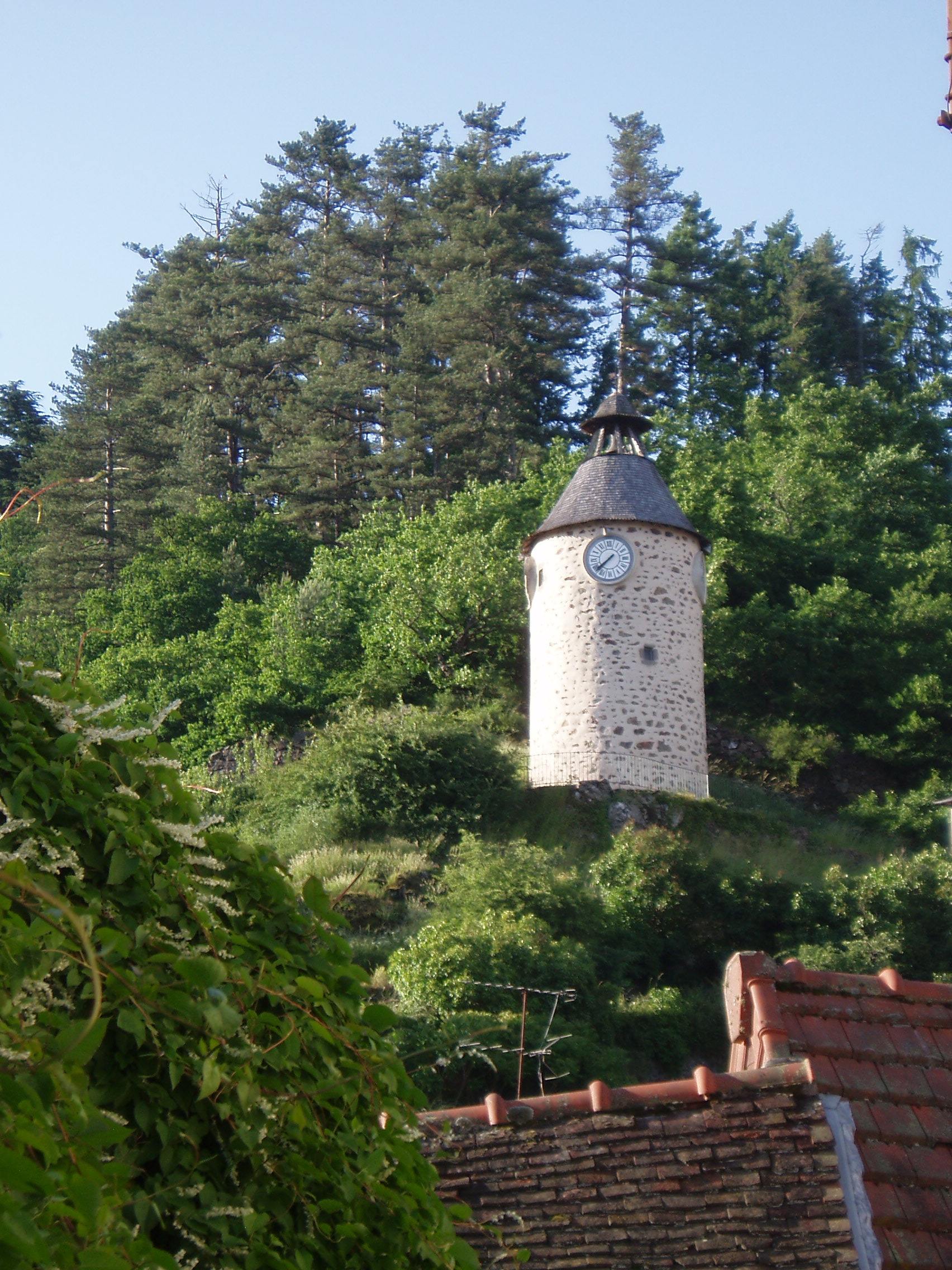
钟楼
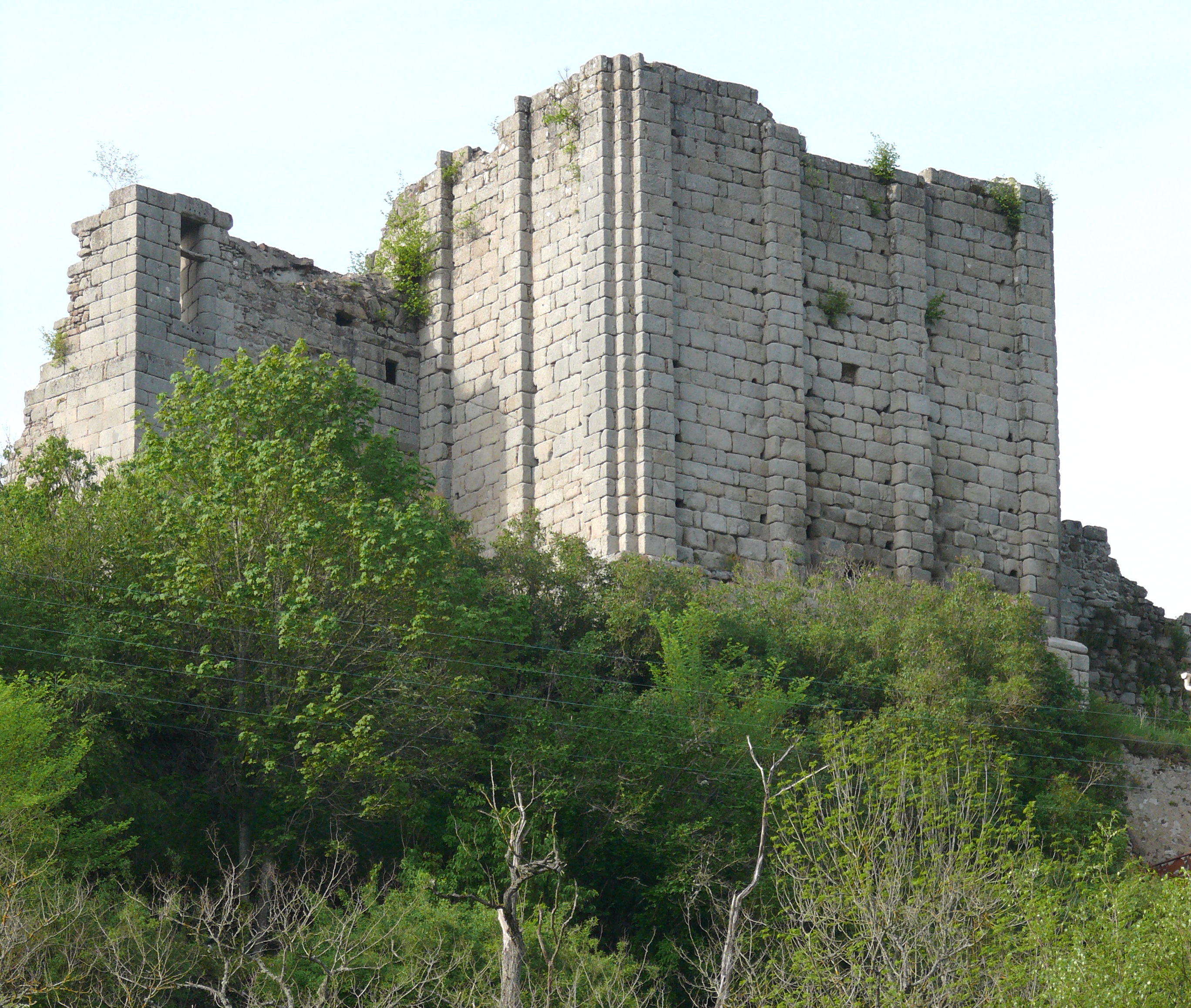
欧比松城堡（法语：Château d'Aubusson）遗址
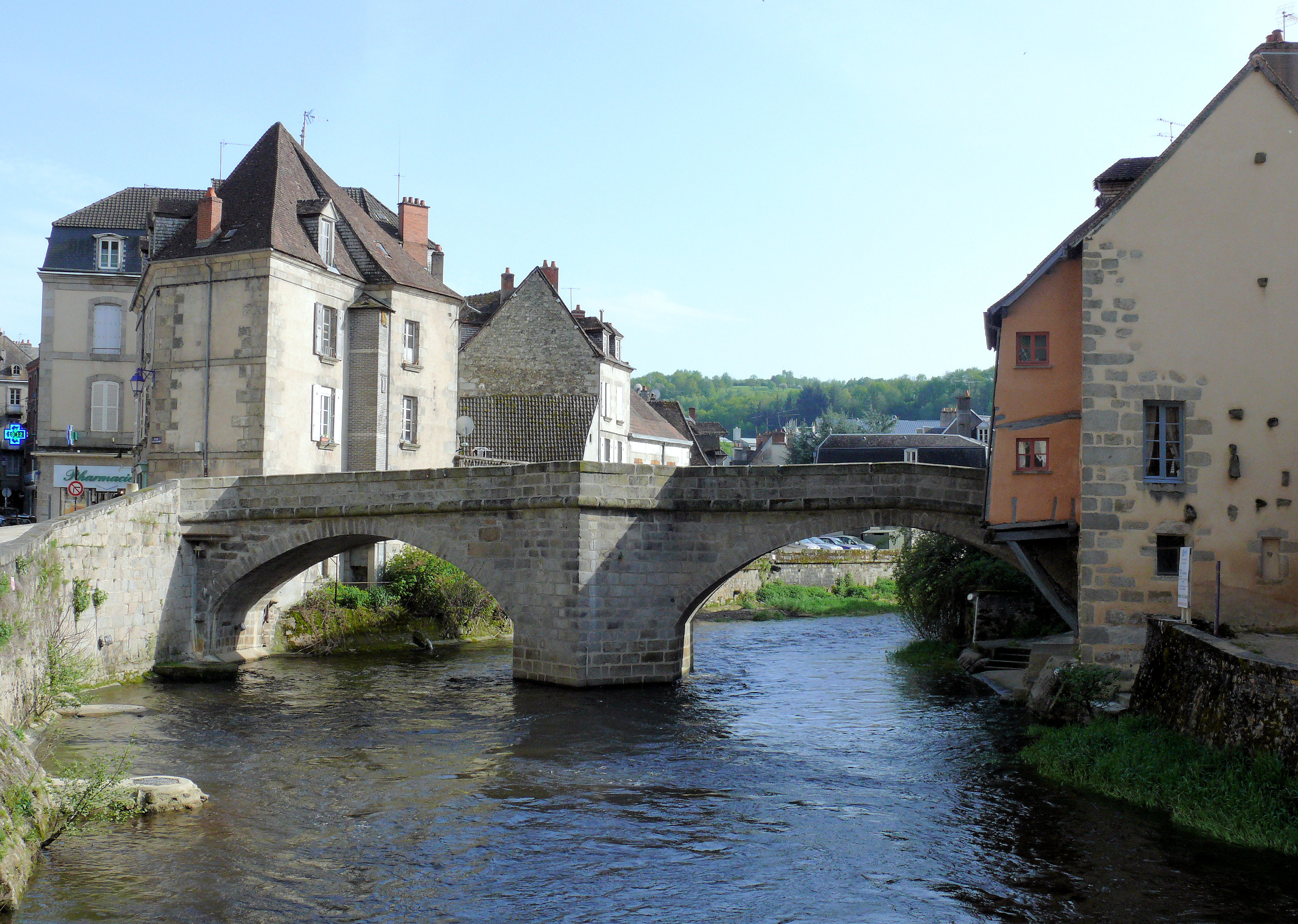
泰拉德大桥
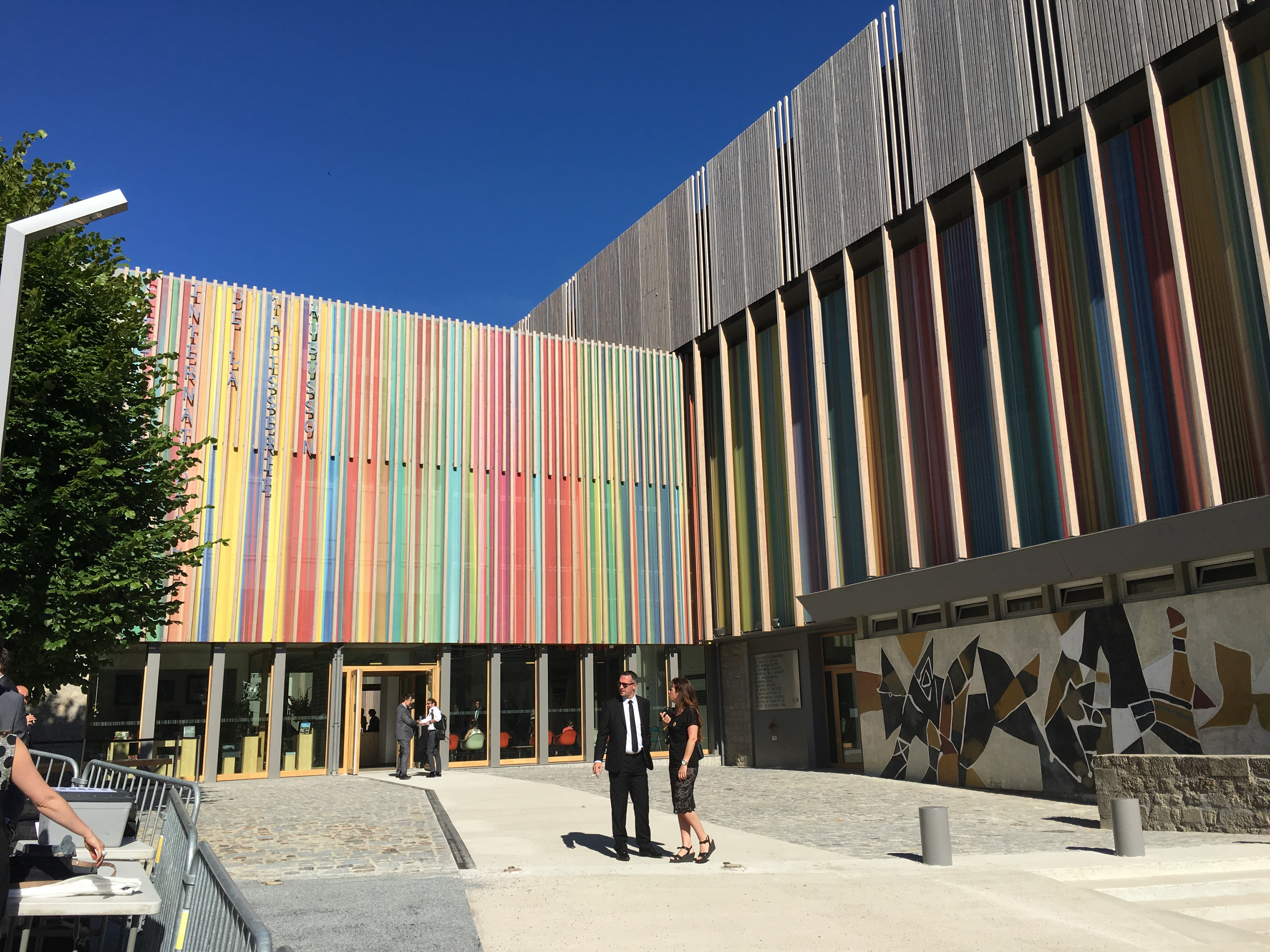
地毯博物馆
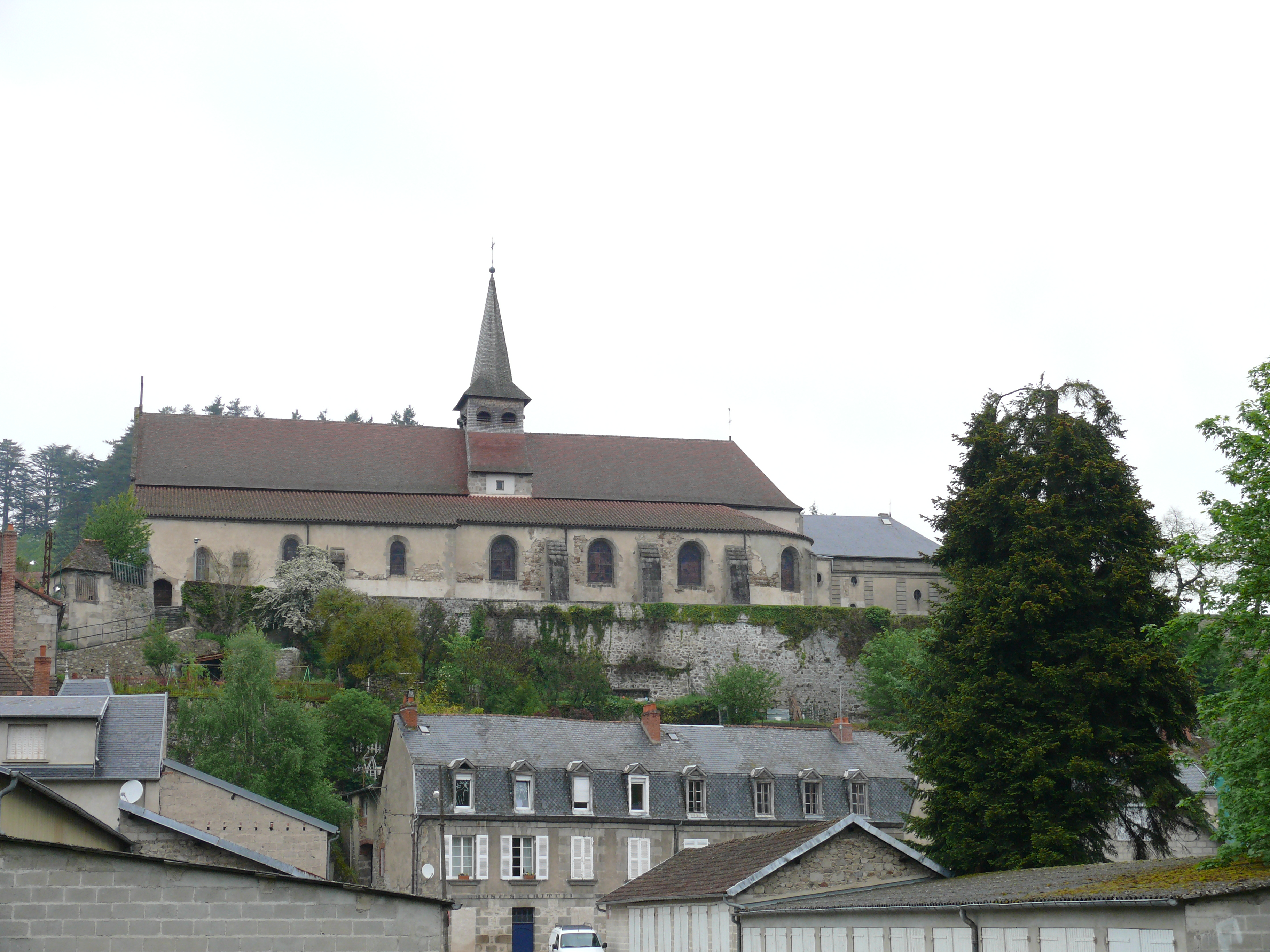
圣十字教堂

### 旅游
欧比松的旅游事务由其所属的公共社区负责。2020年，欧比松境内共有3家宾馆共计43间房间，另有1个露营地，可容纳共90辆露营车。

### 媒体
法国主要的媒体均可在欧比松接收，法国电视三台下属的新阿基坦大区频道在部分时段播出欧比松所属区域的地方新闻。

### 地毯
欧比松是“法国地毯之都”，欧比松地毯已被列入法国非物质文化遗产名录，当地建有国际地毯城。

## 相关人物
法国小说家朱尔·桑多出生于欧比松。

## 友好城市
欧比松与法国东北部市镇埃吉赛姆签署了友好交流协议，两地民间交流较为频繁。